# James Reyne
James Michael Nugent Reyne (Lagos, 19 maggio 1957) è un cantautore australiano.
Dal 1978 al 1986 ha fatto parte del gruppo rock Australian Crawl.

## Discografia solista
Album in studio
- 1987 - James Reyne
- 1989 - Hard Reyne
- 1991 - Electric Digger Dandy
- 1994 - The Whiff of Bedlam
- 1999 - Design for Living
- 2004 - Speedboats for Breakfast
- 2005 - And the Horse You Rode in On
- 2007 - Every Man a King
- 2007 - Ghost Ships
- 2010 - TBC
- 2012 - Thirteen

Album dal vivo
- 1996 - Live in Rio
- 2007 - One Night in Melbourne
- 2015 - James Reyne Live 99
- 2015 - All the Hits Live

Raccolte
- 1992 - The Best
- 2000 - Reckless: 1979–1995
- 2002 - The Definitive Collection
- 2008 - The Essential James Reyne
- 2014 - The Anthology

EP
- 2015 - James Reyne and the Magnificent Few